# Manon Lescaut
Manon Lescaut er en opera i fire akter af Giacomo Puccini til en italiensk libretto. Historien er baseret på romanen L'Histoire du Chevalier des Grieux et de Manon Lescaut af Abbé Prévost.

## Tilblivelses- og opførelseshistorie
Librettoen er resultatet af fem forskellige tekstforfatteres arbejde: Ruggero Leoncavallo, Marco Praga, Giuseppe Giacosa, Domenico Oliva og Luigi Illica. Udgiveren, Giulio Ricordi, og komponisten bidrog også til librettoen. Så forvirret var dens tilblivelse, at ingen blev krediteret for den på forsiden af originalpartituret.
Puccini tog nogle af de musikalske elementer i Manon Lescaut fra værker, han tidligere havde skrevet. For eksempel er madrigalen Sulla vetta tu del monte fra anden akt baseret på Agnus Dei fra hans Messa en quattro voci fra 1880. Andre elementer i Manon Lescaut kommer fra hans kompositioner for strygere: Kvartetten Crisantemi (januar 1890), tre menuetter (sandsynligvis 1884) og en Scherzo (1883?). Operaens kærlighedstema kommer fra arien Mentia l'avviso (1883).
Puccinis forlægger, Ricordi havde været imod ethvert projekt baseret på Prévosts historie, fordi Massenet allerede havde brugt den til et vellykket opera, Manon, i 1884. Men Puccini og Ricordi kan have været uvidende om, at den franske komponist Daniel Auber havde skrevet en opera om Manon Lescaut i 1856.
På trods af alle advarsler ønskede Puccini at komponere værket. "Manon er en heltinde, jeg tror på, og derfor kan hun ikke undgå at vinde offentlighedens hjerte. Hvorfor skulle der ikke være to operaer om Manon? En kvinde som Manon kan have mere end én elsker". Han tilføjede, "Massenet føler det som en franskmand, med pomade og menuetter. Jeg føler det som italiener, med desperat passion".
Den første opførelse af Manon Lescaut fandt sted på Teatro Regio i Torino i 1893. Manon Lescaut var Puccinis tredje opera og hans første store succes.

## Roller
| Rolle                                                  | Stemmetype  | Originalbesætning, 1. februar 1893 (Dirigent: Alessandro Pome) |
| ------------------------------------------------------ | ----------- | -------------------------------------------------------------- |
| Manon Lescaut                                          | Sopran      | Cesira Ferrani                                                 |
| Lescaut, hendes bror, en sergent                       | Baryton     | Achille Moro                                                   |
| Chevalier des Grieux                                   | Tenor       | Giuseppe Cremonini                                             |
| Geronte de Ravoir, skattemester                        | Bas         | Alessandro Polonini                                            |
| Edmondo, en studerende                                 | Tenor       | Roberto Ramini                                                 |
| En kromand                                             | Bas         | Augusto Castagnola                                             |
| En sanger                                              | Mezzosopran | Elvira Ceresoli                                                |
| En dansemester                                         | Tenor       | Roberto Ramini                                                 |
| Vægter                                                 | Tenor       | Roberto Ramini                                                 |
| Officer fra de kongelige bueskytter                    | Bas         | Ferdin Cattadori                                               |
| Søkaptajn                                              | Bas         |                                                                |
| Frisør                                                 | Stum rolle  | Augusto Ghinghini                                              |
| Sangere, piger, byfolk, studerende, bueskytter, sømænd |             |                                                                |

## Synopsis[4]
Steder: Amiens, Paris, Le Havre, New Orleans
Tid: Anden halvdel af det 18. århundrede

### Første akt
Det er aften på et torv i Amiens, og en skare af mandlige studerende og piger slentrer glade omkring for at drikke og spille (Ave, sera gentile). Des Grieux kommer ind, men er nedtrykt og slutter sig ikke til de andre studerende (L'amor! L'amor!). De gør grin med ham (Tra Voi, belle, brune e bionde; Ma, bravo!).
Diligencen fra fra Arras ankommer, og Manon, Lescaut og en ældre skattemester, Geronte de Ravoir, stiger ud. Ved første øjekast bliver Des Grieux forelsket i Manon (Discendono, vediam; Cortese damigella).
Des Grieux hører deres samtale: Manon er på vej til et kloster efter sin fars instruks. Des Grieux nærmer sig hende og beder hende om at mødes med ham senere, hvilket hun modvilligt accepterer. De studerende ler og peger på parret. Manon tager forlader en forelsket des Grieux (Donna non vidi mai).
Lescaut vender tilbage med Geronte, som også er betaget af Manon, og som mener, at det vil være en skam at sende hende i kloster. Mens Lescaut spiller kort med gruppen af studerende, planlægger Geronte at bortføre Manon og tage hende med til Paris (La tua ventura ci rassicura; Cavaliere, te la fanno!). Edmondo hører planen og informerer des Grieux herom. Han råder ham til at ledsage Manon i vognen arrangeret af Geronte (Vedete? Io son fedele alla parola mia). Des Grieux erklærer sin kærlighed til Manon og overtaler hende til at rejse til Paris sammen med ham. De tager sammen af sted. Geronte og Lescaut ankommer netop som de tager af sted, og Lescaut foreslår, at de følger efter og tager ind til Paris (Di sedur la sorellina e il momento!).

### Anden akt
(Puccini har udeladt den del af romanen, hvor Manon og Des Grieux lever sammen, indtil des Grieux' penge slipper op og Manon forlader ham.)
På et værelse i Gerontes hus i Paris sidder Manon, som nu er Gerontes elskerinde, med sin frisør, da hendes bror, Lescaut, kommer ind (Dispettosetto questo riccio!; Sei splendida e lucente!). Hun fortæller ham, at Geronte er gammel og ond, og at han keder hende. Manon er trist, og hendes tanker kredser om des Grieux (I quelle trine morbide; Poiché tu vuoi saper).
Gerontes musikere kommer ind for at underholde hende (Sulla vetta tu del monte; Paga costor). Geronte bringer en dansemester; de danser en menuet, og så hun synger en gavotte (Vi prego, signorina; L'ora, o Tirsi, è vaga e bella). Efter dansen forlader Geronte og musikerne huset.
Lescaut er ked af, at søsteren ikke er tilfreds med Geronte, og han går hen for at finde des Grieux. Des Grieux kommer til Gerontes hus (Ah, sarò la più bella!). De giver igen udtryk for deres kærlighed til hinanden, men Geronte kommer uventet tilbage. Han hilser dem ironisk og minder Manon om de mange tjenester, han har gjort hende. Hun svarer, at hun ikke kan elske ham (Affe, madamigella).
Han bukker dybt og forlader dem. De elskende glædes over deres frihed (Ah! Ah! Liberi!). Lescaut kommer ind og opfordrer dem til at forlade huset med det samme, men Manon tøver ved tanken om at forlade sine juveler og smukke kjoler. Igen Lescaut kommer ind og beder dem bryde op. Manon tager skyndsomst sine smykker, og de går mod døren, som er låst efter Gerontes ordrer. Soldater kommer for at arrestere Manon, som forsøger at flygte og kaster juvelerne for Gerontes fødder. Hun slæbes væk, og Des Grieux får ikke lov at følge hende (Lescaut! – Tu qui?).
Efter forgæves at have forsøgt alt for at få Manon ud af fængslet, tager Grieux til Le Havre.

### Tredje akt
Det er daggry på et torv ved havnen i Le Havre. Manon er i fængsel sammen med andre kurtisaner (Ansia eterna, crudel). Lescaut har bestukket en fængselsbetjent til at lade Grieux tale med Manon. Ved at tale med hende gennem tremmerne, erfarer de, at hun skal udvises til Louisiana. En vægter kommer forbi og slukker lyset (E Kate ripose al re; Manon, disperato è il mio prego).
De forsøger at redde hende, men vagten kommer og eskorterer en gruppe kvinder, der skal med samme skib som Manon. Hun er blandt dem, bleg og trist. Mængden kommer med brutale bemærkninger under navneopråbet (All'armi! All'armi!), men har medlidenhed med Manon (Rosetta! – Eh, che aria!)
Des Grieux går i fortvivlelse ved tanken om at skulle skilles fra Manon for altid hen til Manon. Han forsøger at gribe hende, men bliver hårdt skubbet væk af en sergent. Kaptajnen på skibet ser hans dybe sorg (Pazzo son!) og tillader ham gå om bord på skibet.

### Fjerde akt[5]
De elskende er på vej gennem ørkenen i håb om at finde beskyttelse i en britisk koloni, men uden vand falder den syge Manon udmattet om (Tutta su me ti posa; Vedi, son io che piango; Sei tu che piangi).
Des Grieux er foruroliget over Manon og går ud efter vand. Mens han er væk, mindes Manon sin fortid og får tanker om sin fatale skønhed og skæbne (Sola, perduta, abbandonata).
Des Grieux kommer tilbage uden vand. Manon siger ham et hjerteskærende farvel og dør i hans arme. Overmandet af sorg falder Des Grieux bevidstløs om ved hendes side (Fra le tir braccia, amore).

## Diskografi[6]
| År   | Besætning (Manon Lescaut, Des Grieux, Lescaut)       | Dirigent, Operahus og orkester                                                                                  | Pladeselskab                              |
| ---- | ---------------------------------------------------- | --- | ----------------------------------------- |
| 1931 | Maria Zamboni, Francesco Merli, Enrico Molinari      | Lorenzo Molajoli, Teatro alla Scalas orkester og kor                                                            | Audio CD: Arkadia 78014                   |
| 1953 | Clara Petrella, Vasco Campagnano, Saturno Meletti    | Federico Del Cupolo, Orkester og kor fra RAI (Torino)                                                           | Audio CD: Warner Fonit 8.573 87.474-2     |
| 1954 | Licia Albanese, Jussi Björling, Robert Merrill       | Jonel Perlea, Roms operas orkester og kor                                                                       | Audio CD: RCA Victor 60.573-2-RG          |
| 1959 | Maria Callas, Giuseppe di Stefano, Giulio Fioravanti | Tullio Serafin, Teatro alla Scalas orkester og kor                                                              | Audio CD: EMI CDS5 56.301 2 (Mono)        |
| 1980 | Renata Scotto, Plácido Domingo, Pablo Elvira         | James Levine, Metropolitan Operas orkester og kor                                                               | DVD: Deutsche Grammophon 00440 073 4241   |
| 1984 | Kiri Te Kanawa, Plácido Domingo, Thomas Allen        | Giuseppe Sinopoli, Royal Opera Houses orkester og kor (Optagelse af en opførelse på Covent Garden, den 17. maj) | DVD: Kultur Video 5046671742              |
| 1984 | Mirella Freni, Plácido Domingo, Renato Bruson        | Giuseppe Sinopoli, Philharmonia Orchestra Royal Opera Houses kor                                                | Audio CD: Deutsche Grammophon 413 893-2 2 |
| 1993 | Mirella Freni, Luciano Pavarotti, Dwayne Croft       | James Levine, Metropolitan Operas orkester og kor                                                               | Audio CD: Decca 440 200-2                 |
| 1998 | Maria Guleghina, José Cura, Lucio Gallo              | Riccardo Muti, Teatro alla Scalas orkester og kor                                                               | Audio CD: Deutsche Grammophon 463 186-2   |